# Großenbrach
 Großenbrach (vmtl. von große Brache) ist ein Gemeindeteil des Marktes Bad Bocklet im unterfränkischen Landkreis Bad Kissingen in Bayern.

## Geographische Lage
Das Dorf Großenbrach liegt südlich von Bad Bocklet.
Die durch Großenbrach verlaufende St 2292 führt nordwärts nach Aschach und südwärts über die Bad Kissinger Stadtteile Kleinbrach und Hausen nach Bad Kissingen. Über die KG 16 ist Großenbrach nördlich mit Bad Bocklet verbunden. Durch Großenbrach führt der Fränkische Marienweg.

## Geschichte

### Anfänge
Auf dem Gebiet des heutigen Großenbrach deuten Reste einer Fliehburg sowie Funde von Steinbildern und Münzen auf eine Besiedlung während der Römerzeit hin. Ebenso soll es dort um 800. n. Chr. einen jüdischen beziehungsweise heidnischen Friedhof gegeben haben. Die Heiden, die auf diesem Friedhof bestattet worden sein sollen, könnten eine wüst gewordene Ortschaft beim nahe gelegenen Kleinbrach bewohnt haben. In der Frühzeit waren Großenbrach und das benachbarte Kleinbrach eine zusammenhängende, zum Amt Aschach gehörende Gemeinde.

### Mittelalter
Es ist nicht ganz sicher, auf welchen dieser beiden Orte sich eine urkundliche Erwähnung vom 24. Juni 1321 bezieht, als die Münnerstädter Bürgerinnen Agnes und Katharina Eckerich den Deutschordensbrüdern unter anderem eine jährliche Gült von einer „huebe ze Brachawe“ schenkten. Diese Gült wurde wohl bis spätestens 1360 wieder veräußert oder abgelöst, da sie in späteren Unterlagen nicht mehr erwähnt wurde; in diesem Jahr setzte sich der Großenbracher Kommendebesitz aus einem Acker und einer Wiese zusammen.
Am 20. Januar 1469 erwarb das Kloster Hausen diesen Acker im Tausch gegen den südlich von Münnerstadt im heutigen Staatsforst Gressertshof gelegenen, nicht mehr existenten Gressertshof.

### Großenbrach zu Beginn der Neuzeit
Während des Dreißigjährigen Krieges kam es am 23. Juni 1640 zu einem Überfall der schwedischen Truppen auf den Ort, wobei auf zwei Großenbracher Einwohner geschossen wurde. Im Jahr 1641 machte der schwedische General Reinhold von Rosen dort Station. Einige Häuser fielen durch Brand den Kriegshandlungen zum Opfer; zu weiteren Bränden kam es in Großenbrach um den Jahreswechsel 1642/43.

### Bayerisches Königreich
Nachdem erste Pläne aus dem Jahr 1783, den Aschacher Kantor nach Großenbrach zu versetzen und dort ein Schulhaus mit Lehrerwohnung einzurichten, im Sande verlaufen waren, bekam Großenbrach im Jahr 1852 eine eigene Schule sowie einen Schulverweser als Lehrer. Erster Großenbracher Schulverweser wurde am 14. Mai 1852 J. Schneider aus Hausen. Nach einer entsprechenden Notiz der Gemeinde in den Schulakten vom 3. Juli 1852 wurde die in mangelhaftem Zustand befindliche Lehrerwohnung ausgebessert. Am 27. März 1862 wurde beschlossen, den Betrag von 43 Gulden und 14,25 Batzen, der zur Aufwendung des Lehrersolds in Höhe von 250 Gulden noch fehlte, aus der Gemeindekasse zu begleichen, bis das von Johann Hochrein und dessen Ehefrau gestiftete Legat in Höhe von 1000 Gulden zur Verfügung stand. Bis zum Anfang des 20. Jahrhunderts jedoch war Großenbrach auf staatliche Zuschüsse für schulische Zwecke angewiesen.
Am 4. September 1881 beschloss der Großenbracher Gemeinderat, die heruntergekommene Ortsstraße mit Kalksteinen auszubessern und in Zukunft mehr Baumaterial für die Instandhaltung der Straße verfügbar zu machen.

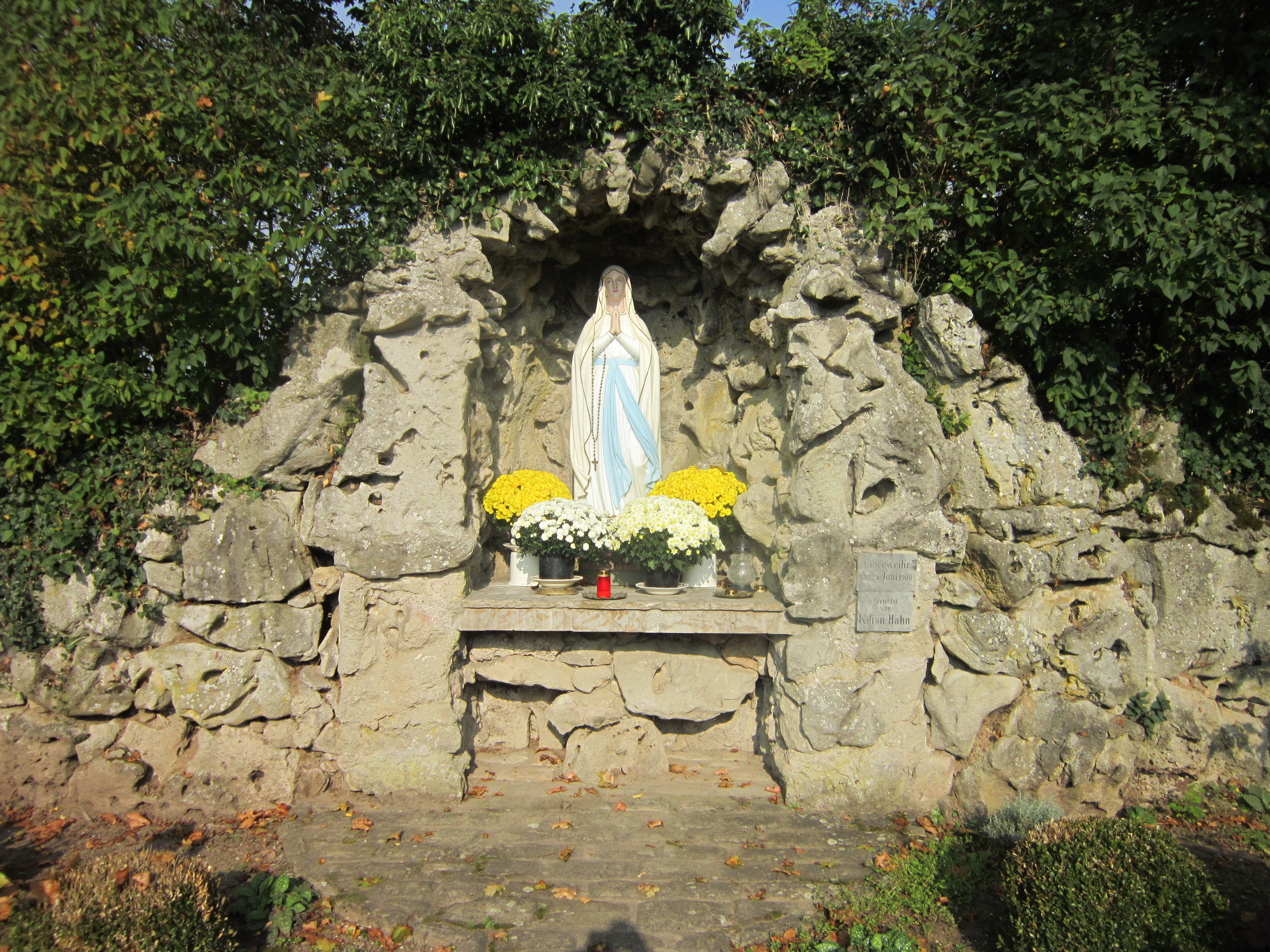
Muttergottesgrotte (Nahaufnahme).

Im August 1884 wurde zur Minimierung des Unfallrisikos das Sicherheitsgeländer des örtlichen Weihers wiederhergestellt.
Im Jahr 1886 erregte Lehrer Ambros Schmitt den Unmut der Großenbracher Bürger, die ihm vorwarfen, seine Schüler ungleich zu behandeln sowie sich zu sehr in die familiären Angelegenheiten der Einwohner einzumischen und diese auszuplaudern. Nach einer Anhörung von Ambros Schmitt am 29. November 1886, erklärte die Regierung von Unterfranken am 29. Dezember 1886 die Vorwürfe für unhaltbar.
Im Jahr 1908 wurde an der Wendelinusstraße am Ortsausgang Richtung Bad Bocklet eine Muttergottesgrotte eingeweiht. Zwei Jahre später entstand hinter der Grotte der Kreuzweg des Ortes, der im Jahr 1925 mit einem Kriegerdenkmal für die Großenbracher Opfer des Ersten Weltkrieges ergänzt wurde. Das Denkmal wurde später für die Opfer des Zweiten Weltkrieges erweitert.
Ab Juli 1910 wurde gegen den Großenbracher Wagner Michael Hahn wegen Kurpfuscherei ermittelt. Die Angelegenheit endete damit, dass Michael Hahn auf Beschluss des Bezirksamtes Kissingen vom 19. Januar 1912 eine beschlagnahmte Kiste mit homöopathischen Arzneimitteln zurückerhielt.

### Weimarer Republik
Mit Beschluss der Königlichen Regierung von Unterfranken und Aschaffenburg vom 14. März 1921 wurde für die Großenbracher Schule eine Handarbeitslehrerin eingestellt. Am 5. Juni 1921 sah sich die Regierung von Mainfranken wegen zu geringer Schülerzahlen veranlasst, die Großenbracher Lehrerstelle aufzuheben; die Schüler sollten in Aschach unterrichtet und ein Schulverband-Aschach-Großenbrach gebildet werden.
Am 18. Oktober 1925 wurde an der Wendelinusstraße hinter der bereits 1908 entstandenen Mariengrotte der Kreuzweg eingeweiht.
Im Mai 1929 kam es beinahe zum Rücktritt des Ersten Bürgermeisters Kilian Mahlmeister wegen unberechtigter Vorwürfe. Er soll beispielsweise die Gemeinderatsmitglieder mit einer Geldstrafe von 200 RM bedroht haben. In Wahrheit wurde diese Geldstrafe den Gemeinderatsmitgliedern im Falle der Nichterfüllung ihrer gesetzlichen Pflichten durch das Bezirksamt Kissingen angedroht. Das Bezirksamt wirkte erfolgreich auf den Großenbracher Gemeinderat ein, im Streit einzulenken und Kilian Mahlmeister von einem Rücktritt abzuhalten.
Im Jahr 1934 entstand Großenbrachs Verbindungsstraße auf einem ehemaligen Feldweg nach Bad Bocklet.

### Großenbrach nach 1945
Nach dem Zweiten Weltkrieg entstand am Großenbracher Ortsausgang in Richtung Bad Bocklet neben einer am 28. Juni 1908 erbauten Muttergottesgrotte ein Soldatenfriedhof für Gefallene des Zweiten Weltkrieges. Elf Kreuze auf dem Friedhof erinnern an aus Großenbrach stammende gefallene Soldaten.
Ab 5. Februar 1946 konnte auf Grund genügend großer Schülerzahlen wieder eine eigene Volksschule in Großenbrach den Schulbetrieb aufnehmen. Ab 1951 musste die Schüler der achten Klasse wegen Raummangels vorübergehend die Aschacher Volksschule besuchen. Am 11. Dezember 1953 wurde der Bau eines neuen Schulgebäudes beschlossen. Am 15. Juli fand die Grundsteinlegung statt, am 28. August 1954 das Richtfest.
Im Jahr 1952 wurde der Friedhof von Großenbrach angelegt. Vorher waren die Großenbracher Verstorbenen auf dem Friedhof von Aschach bestattet worden. Im Jahr 1951 beschloss der Aschacher Bürgermeister Katzenberger, den Friedhof zu verschönern und neu zu strukturieren. Dabei wurden die Gräber einiger Verstorbener eingeebnet, deren Hinterbliebene sich eine Umbettung finanziell nicht leisten konnten; Die Grabsteine wurden an andere Standorte versetzt. Dieses Vorgehen sorgte für Verärgerung in Großenbrach, so dass der Großenbracher Bürgermeister die Anlage eines eigenen Friedhofs an der Straße nach Bad Bocklet beschloss.
Mit Beschluss der Regierung von Unterfranken vom 11. Mai 1966 wurden die Volksschulen in Bad Bocklet, Aschach, Großenbrach und Hohn mit Wirkung vom 1. August 1966 aufgehoben und durch eine Verbandsschule der betreffenden Orte ersetzt; Sitz wurde Bad Bocklet. Die Verbandsschule wurde 1969  durch die Volksschule Bad Bocklet – Aschach – Großenbrach – Hohn – Steinach a. d. Saale ersetzt.
Im Jahr 1972 begannen die ersten Arbeiten für die am 21. Juni 1971 für Großenbrach angeordnete Flurbereinigung. Im März und April des Jahres 1974 erfolgte die Wertermittlung; die Baumaßnahmen begannen im Sommer 1975 und waren im Sommer 1982 beendet. Das Flurbereinigungsverfahren erfolgte ohne Probleme; es kam lediglich zu einem Einspruch eines Großenbracher Bürgers, der jedoch bald beigelegt werden konnte. Es entstanden 5,44 Kilometer Schwarzdeckenwege, 4,37 Kilometer Schotterwege sowie 0,7 Kilometer Wanderwege; ferner wurden etwa 2000 Bäume und 3000 Büsche gepflanzt. Die Gesamtkosten von etwa 1,64 Millionen DM wurden durch Beihilfen in Höhe von 1,31 Millionen DM und eine Eigenbeteiligung in Höhe von 0,33 Millionen DM gedeckt.
Im Rahmen der Gemeindegebietsreform wurde Großenbrach am 1. Januar 1972 ein Gemeindeteil von Bad Bocklet. Der ursprüngliche Plan einer Eingemeindung nach Bad Kissingen war zuvor gescheitert.

## Bauwerke und Anlagen

### Kapelle St. Andreas
Am 25. März 1952 genehmigte Generalvikar Brander den Bau einer Kapelle sowie die Einrichtung einer Kapellenstiftung in Großenbrach, untersagte aber Gottesdienste an Sonn- und Feiertagen. Am 7. Januar 1953 wurde die Kapellenstiftung ins Leben gerufen; zwei Bürgerinnen und ein Bürger aus Großenbrach stellten Vermögen für den Kapellenbau zur Verfügung. Die Kapelle wurde schließlich unter ausführlicher Berichterstattung des „Fränkisches Volksblatts“ in Würzburg im Jahr 1966 neben dem Großenbracher Friedhof gebaut und im Juni 1968 vom Würzburger Weihbischof Alfons Kempf benediziert. Bischof Kempf wies auf die Unmöglichkeit regelmäßiger Sonntagsgottesdienste hin, stellte aber in Aussicht, dass „an einem Tag in der Woche [...] aber ein Meßopfer in Großenbrach gefeiert werden“ soll.
Am 30. November 1993 wurde mit ausführlicher Berichterstattung der Bad Kissinger Saale-Zeitung von Weihbischof Helmut Bauer der neue Altar der Kapelle eingeweiht.

### Luitpoldsprudel

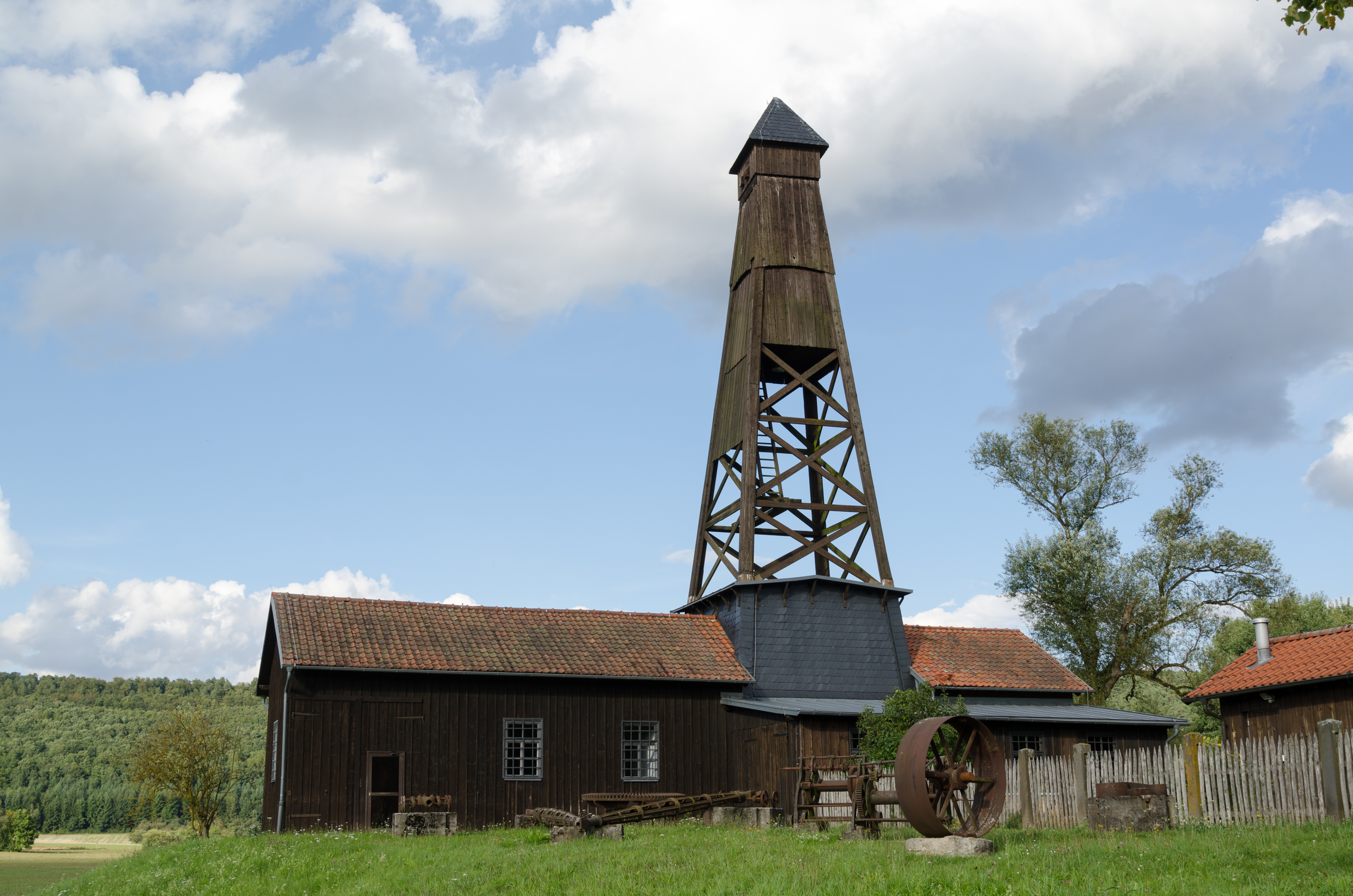
Bohrturm des Luitpoldsprudels.

Der nach Prinzregent Luitpold von Bayern benannte Luitpoldsprudel wurde zwischen 1906 und 1908 erbohrt; das Pumpwerk entstand 1912. Mitte der 1980er wurde wegen Überschwemmungsgefahr eine Neubohrung auf der Gemarkung des Nachbarortes Kleinbrach (Stadtteil von Bad Kissingen) durchgeführt, die den Namen Luitpoldsprudel neu erhielt; der Großenbracher Sprudel wurde zur Unterscheidung Luitpoldsprudel alt genannt. Von 1997 bis 1999 wurde der Großenbracher Luitpoldsprudel in östliche Richtung versetzt und zu einem Brunnenmuseum umgebaut.

### Kreuzweg

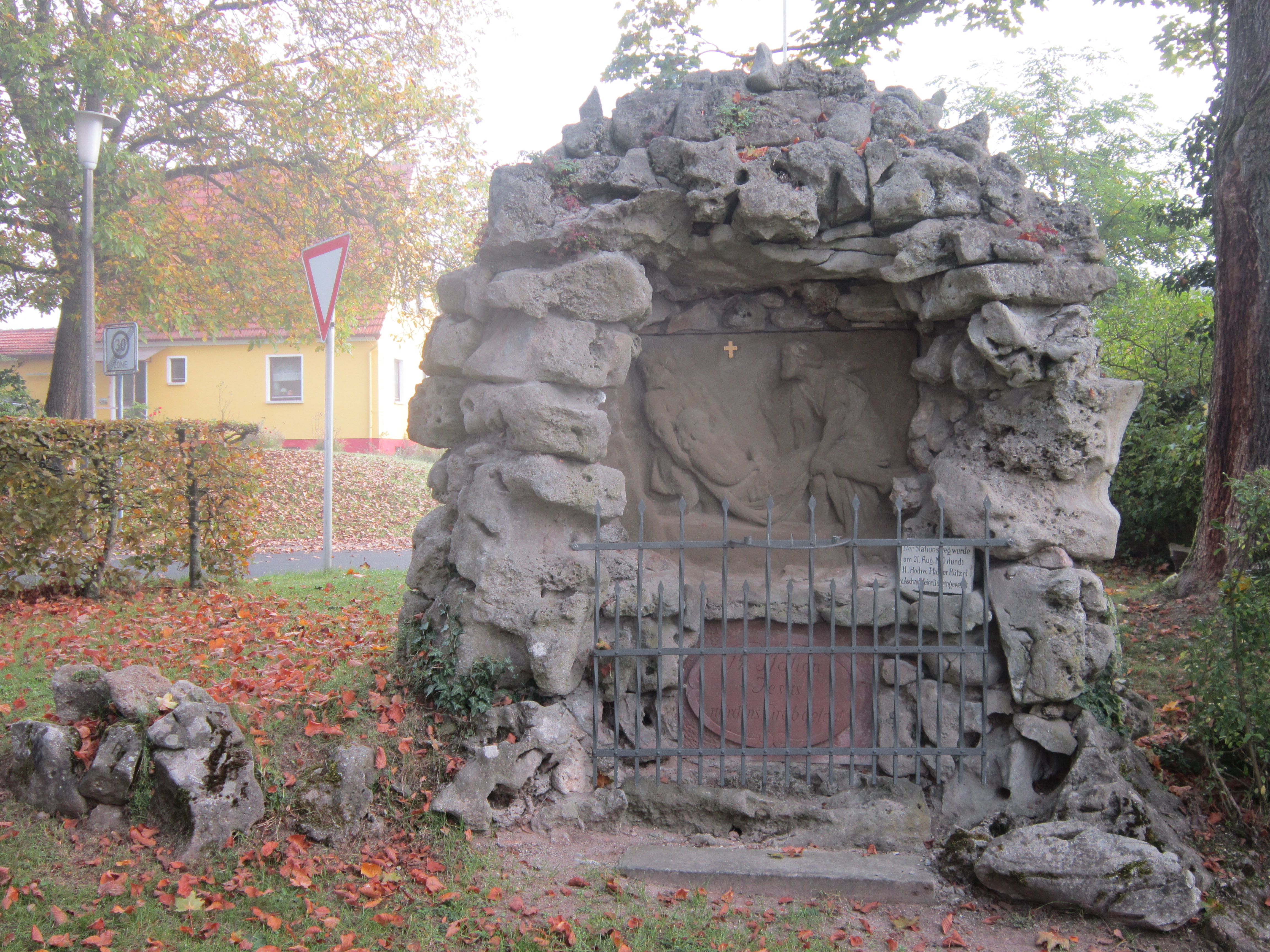
14. Station des Großenbracher Kreuzwegs.

Am 21. August 1910 wurde von Ortspfarrer Rützel der Großenbracher Kreuzweg eingeweiht. Die Anlage befindet sich direkt hinter der Mariengrotte am Ortsausgang in Richtung Bad Bocklet.
Die 14. Station ist nach Art einer Grotte gestaltet. Am 18. Oktober 1925 wurde das zur Anlage gehörende Kriegerdenkmal für die Opfer des Ersten Weltkrieges eingeweiht und später für die Opfer des Zweiten Weltkrieges erweitert.

## Vereinsleben

### Freiwillige Feuerwehr Großenbrach
Am 14. November 1877 entstand die Freiwillige Feuerwehr Großenbrach und hatte in ihrem Gründungsjahr 29 Mitglieder. Im Jahr 1907 wurde in einem Aschacher Gasthaus ein Fest zum 30. Gründungsjubiläum veranstaltet. Zwei Jahre später konnte die Freiwillige Feuerwehr 57 Mitglieder verzeichnen. Nachdem auf Grund des Zweiten Weltkrieges in den Jahren 1942 und 1943 die Jahreshauptversammlungen ausgefallen waren, verzeichnet das Protokollbuch eine Hauptversammlung erst wieder für den 22. Dezember 1945. Im Dezember 1960 bekam die Freiwillige Feuerwehr ein Motorlöschgerät; in der Feuerschutzwoche 1964 folgte die Einweihung des Löschwasserteichs. Während der Feierlichkeiten vom 14. bis 17. Juli 1972 zum 95. Gründungsjubiläum der Freiwilligen Feuerwehr wurde das neu errichtete Feuerwehrhaus in Betrieb genommen. Die Planungen für das Projekt hatten 1970 begonnen; nach dem Richtfest im Dezember 1970 waren die Bauarbeiten im August 1971 beendet. Vom 25. bis Juni 1977 fand das 100-jährige Stiftungsfest statt; im Rahmen des Jubiläums fanden zwei Festausschusssitzungen sowie zwei Kappenabende, ein Preisschafkopf, ein Kinderfasching, eine Maibaumaufstellung mit Beisammensein sowie für die Helfer des Feuerwehrfestes eine Brauereibesichtigung statt. Der Bad Bockleter Bürgermeister Alois Gundalach betonte die kulturelle und gesellige Bedeutung der Freiwilligen Feuerwehr, die damals 84 Mitglieder hatte. Viele Besucher konnte der Fest- und Ehrenabend am 17. Juni 1982 zum 105-jährigen Gründungsjubiläum verzeichnen; weitere Feierlichkeiten wurden vom 17. bis 19. Juli 1982 abgehalten. Im Jahr 1984 wurde erfolgreich ein Tragkraftspritzenfahrzeug beantragt. Am 12. März 1993 verzeichnete das Protokollbuch 102 Mitglieder.

### Brieftaubenliebhaber-Vereins Saaletaal Großenbrach
Am 1. Oktober 1961 fand in Großenbracher Gasthaus zur Post die Gründung des Brieftaubenliebhaber-Vereins Saaletaal Großenbrach statt, dem bald mehrere Taubenzüchter aus Aschach und Großenbrach angehörten. Der im Februar 1982 gefasste Plan, in jenem Jahr die Siegerehrung der R.V.-Ausstellung abzuhalten, scheiterte an den zu langen Anfahrtswegen für die einzelnen R.V.-Mitglieder. Während der Mitgliederversammlung am 25. Oktober 1986 konnten drei Mitglieder für ihre 25-jährige Mitgliedschaft im Verein geehrt werden. Am gleichen Tag beschloss der Verein, die Patenschaft für den im heutigen Münnerstädter Stadtteil Windheim neu gegründeten Taubenzüchterverein Quästenbergsegler zu übernehmen.